# Crossopetalum aquifolium
Crossopetalum aquifolium là một loài thực vật có hoa trong họ Dây gối. Loài này được (Griseb.) Hitchc. mô tả khoa học đầu tiên năm 1893.